# Gambusia gaigei
Gambusia gaigei is een zoetwatervis, verwant aan het muskietenvisje, uit de familie Poeciliidae en de orde tandkarpers. Het is inheems in Texas.

## Beschrijving en status op de rode lijst
Gambusia gaigei wordt niet groter dan 5 cm. Het visje komt alleen voor in het  Big Bend National Park in Texas en heet daarom in het Amerikaans ‘Big bend gambusia’. Deze vissoort leeft in natuurlijke poelen met helder, schoon water dat afkomstig is uit bronnen. In 1954 stierf een populatie uit die in Boquillas Spring leefde, toen de bron ophield met stromen. Een populatie die voorkwam bij Rio Grande Village nam tussen 1954 en 1956 enorm in aantal af toen de bron waarin de vissen leefde werd omgeleid naar een visvijver. In 1960 stierf de populatie definitief uit, mede als gevolg van de introductie van het muskietenvisje Gambusia affinis en door predatie door de eveneens geïntroduceerde groene zonnebaars (Lepomis cyanellus).

De Big bend gambusia leeft nu alleen nog maar in het Big Bend National Park in een beschermde poel. De vissen daar zijn allemaal nakomelingen van drie visjes die in 1956 zijn gehaald uit de populatie bij Rio Grande Village.

De huidige populatie in de beschermde poel wordt potentieel bedreigd door  verdroging, concurrente met verwante soorten en hybridisering. Daarom staat de soort als kwetsbaar op de Rode Lijst van de IUCN.